# Санта-Круш (Коимбра)
Санта-Круш (порт. Santa Cruz) — район (фрегезия) в Португалии, входит в округ Коимбра. Является составной частью муниципалитета Коимбра. Находится в составе крупной городской агломерации Большая Коимбра. По старому административному делению входил в провинцию Бейра-Литорал. Входит в экономико-статистический субрегион Байшу-Мондегу, который входит в Центральный регион. Население составляет 6868 человек на 2001 год. Занимает площадь 5,46 км².